# Lista dos deputados estaduais de Santa Catarina – 10.ª legislatura (1983–1987)
Lista dos deputados estaduais de Santa Catarina - 10ª legislatura (1983 — 1987).

## Composição das bancadas
| Partido | Líder            | Bancada | Posição  |
| ------- | ---------------- | ------- | -------- |
| PDS     | Amilcar Gazaniga | 21 / 40 | Governo  |
| PMDB    | Edison Andrino   | 19 / 40 | Oposição |

## Deputados estaduais
| Número | Deputados estaduais eleitos   | Partido | Votação | Percentual | Cidade onde nasceu   | Unidade federativa |
| 1233   | Nagib Zattar                  | PDS     | 35.593  | 2,01%      | Joinville            | Santa Catarina     |
| 5115   | Edison Andrino                | PMDB    | 35.502  | 2,00%      | Florianópolis        | Santa Catarina     |
| 1177   | Cláudio Ávila                 | PDS     | 35.452  | 2,00%      | Florianópolis        | Santa Catarina     |
| 5138   | Francisco Küster              | PMDB    | 31.753  | 1,79%      | São Joaquim          | Santa Catarina     |
| 1255   | Francisco de Assis Filho      | PDS     | 30.339  | 1,71%      | Florianópolis        | Santa Catarina     |
| 5225   | João Manoel de Borba Neto     | PMDB    | 29.951  | 1,69%      | Blumenau             | Santa Catarina     |
| 5232   | Gentil Archer                 | PMDB    | 29.605  | 1,67%      | Nova Trento          | Santa Catarina     |
| 5133   | Iraí Zílio                    | PMDB    | 27.503  | 1,55%      | Catanduvas           | Santa Catarina     |
| 5150   | Dércio Knop                   | PMDB    | 27.083  | 1,53%      | Palmeira das Missões | Rio Grande do Sul  |
| 1271   | Ivan Ranzolin                 | PDS     | 26.864  | 1,52%      | Lages                | Santa Catarina     |
| 5211   | João Norberto Coelho Neto     | PMDB    | 25.976  | 1,47%      | Barra Velha          | Santa Catarina     |
| 1201   | Aldo Andrade                  | PDS     | 25.756  | 1,45%      | Lages                | Santa Catarina     |
| 1212   | Ruberval Pilotto              | PDS     | 25.433  | 1,44%      | Urussanga            | Santa Catarina     |
| 1203   | Heitor Sché                   | PDS     | 24.949  | 1,41%      | Rio do Sul           | Santa Catarina     |
| 1223   | Pedro Bittencourt             | PDS     | 24.880  | 1,40%      | Florianópolis        | Santa Catarina     |
| 1112   | Jarvis Gaidzinski             | PDS     | 24.404  | 1,38%      | Criciúma             | Santa Catarina     |
| 5111   | Martinho Ghizzo               | PMDB    | 24.079  | 1,36%      | Tubarão              | Santa Catarina     |
| 1202   | Amilcar Gazaniga              | PDS     | 23.871  | 1,35%      | Itajaí               | Santa Catarina     |
| 5145   | Antônio Henrique Bulcão Viana | PDS     | 23.064  | 1,32%      | Florianópolis        | Santa Catarina     |
| 5103   | Roland Dornbusch              | PMDB    | 23.301  | 1,31%      | Jaraguá do Sul       | Santa Catarina     |
| 1205   | Neuto de Conto                | PMDB    | 23.122  | 1,30%      | Encantado            | Rio Grande do Sul  |
| 1211   | Otávio Santos                 | PDS     | 22.967  | 1,30%      | Paulo Lopes          | Santa Catarina     |
| 5112   | Jorge Silva                   | PMDB    | 22.838  | 1,29%      | Lages                | Santa Catarina     |
| 5233   | Roberto Mota                  | PMDB    | 22.790  | 1,29%      | Criciúma             | Santa Catarina     |
| 5119   | Cid Pedroso                   | PMDB    | 22.766  | 1,29%      | Campos Novos         | Santa Catarina     |
| 5155   | Geovah Amarante               | PMDB    | 22.161  | 1,25%      | São Francisco do Sul | Santa Catarina     |
| 5120   | Admir Bortolini               | PMDB    | 22.082  | 1,25%      | Concórdia            | Santa Catarina     |
| 5106   | Stélio Boabaid                | PMDB    | 22.068  | 1,25%      | Rosário              | Maranhão           |
| 5152   | Jair Girardi                  | PMDB    | 21.825  | 1,23%      | Rio do Oeste         | Santa Catarina     |
| 5141   | Álvaro Correia                | PMDB    | 21.737  | 1,23%      | Itajaí               | Santa Catarina     |
| 1245   | Neudy Massolini               | PDS     | 21.486  | 1,21%      | Serafina Corrêa      | Rio Grande do Sul  |
| 5123   | Lauro Silva                   | PMDB    | 21.297  | 1,20%      | Braço do Norte       | Santa Catarina     |
| 1144   | Otair Becker                  | PDS     | 20.751  | 1,17%      | Itaiópolis           | Santa Catarina     |
| 1228   | Moacir Bértoli                | PDS     | 20.061  | 1,13%      | Taió                 | Santa Catarina     |
| 1234   | Salomão Ribas Júnior          | PDS     | 19.924  | 1,12%      | Caçador              | Santa Catarina     |
| 1251   | Vasco Furlan                  | PDS     | 19.209  | 1,08%      | Tupanciretã          | Rio Grande do Sul  |
| 1218   | Otacílio Ramos                | PDS     | 18.699  | 1,06%      | Joinville            | Santa Catarina     |
| 1111   | Júlio César                   | PDS     | 18.643  | 1,05%      | Itajaí               | Santa Catarina     |
| 1120   | Elói Ranzi                    | PDS     | 18.134  | 1,02%      | Sarandi              | Rio Grande do Sul  |
| 1206   | Marcondes Marchetti           | PDS     | 17.334  | 0,98%      | Dona Emma            | Santa Catarina     |